# 穆阿塔尔·纳比耶娃
穆阿塔尔·纳比耶娃（1996年6月2日—），乌兹别克斯坦女子举重运动员，2017年伊斯兰团结运动会女子58公斤级铜牌得主、2019年亚洲举重锦标赛女子55公斤级铜牌得主、2020年亚洲举重锦标赛女子55公斤级铜牌得主。